# Мурвілл (Міссісіпі)
Мурвілл (англ. Mooreville) — переписна місцевість (CDP) в США, в окрузі Лі штату Міссісіпі. Населення — 859 осіб (2020).

## Географія
Мурвілл розташований за координатами 34°15′54″ пн. ш. 88°34′37″ зх. д. / 34.26500° пн. ш. 88.57694° зх. д. (34.264896, -88.576868).  За даними Бюро перепису населення США в 2010 році переписна місцевість мала площу 7,24 км², уся площа — суходіл.

## Демографія
Згідно з переписом 2010 року, у переписній місцевості мешкало 650 осіб у 250 домогосподарствах у складі 185 родин. Густота населення становила 90 осіб/км².  Було 266 помешкань (37/км²).
Расовий склад населення:
| - 93,4 % — білих - 2,5 % — чорних або афроамериканців - 0,3 % — корінних американців - 0,2 % — азіатів - 3,1 % — осіб інших рас |

До двох чи більше рас належало 0,6 %. Частка іспаномовних становила 3,5 % від усіх жителів.
За віковим діапазоном населення розподілялося таким чином: 23,5 % — особи молодші 18 років, 62,5 % — особи у віці 18—64 років, 14,0 % — особи у віці 65 років та старші. Медіана віку мешканця становила 37,6 року. На 100 осіб жіночої статі у переписній місцевості припадало 91,7 чоловіків;  на 100 жінок у віці від 18 років та старших — 89,0 чоловіків також старших 18 років.
Середній дохід на одне домашнє господарство  становив 57 465 доларів США (медіана — 51 442), а середній дохід на одну сім'ю — 56 448 доларів (медіана — 50 577). За межею бідності перебувало 10,0 % осіб, у тому числі 21,9 % дітей у віці до 18 років та 0,0 % осіб у віці 65 років та старших.
Цивільне працевлаштоване населення становило 412 особи. Основні галузі зайнятості: виробництво — 36,7 %, освіта, охорона здоров'я та соціальна допомога — 26,0 %, роздрібна торгівля — 12,6 %, публічна адміністрація — 6,8 %.